# Descort
El descort es un género de la lírica provenzal trovadoresca medieval en occitano.
Se caracteriza por una estructura versificatoria de cinco a diez estrofas no uniformes. Cada una de ellas difiere en extensión, en métrica y en melodía. La letra es patética, quejosa y suplicante, pero la melodía en contraste ha de ser alegre. Incluso cada estrofa o cobla puede estar compuesta en distinta lengua, ya que intenta expresar el caos anímico del poeta y su protesta total. Los ejemplos más antiguos parecen ser de los años 1180-90 aproximadamente. La etimología de la palabra descort parece derivar del francés o provenzal antiguo y significa literalmente "pelea" o "discordia". Se encuentran ejemplos de este género en la lírica provenzal, alemana, italiana y española hasta el siglo XV.